# شربيل عطري
شَرْبِيل عطري أو نَّهْب عطري (الاسم العلمي: Kleinia odora)، نوع نبات يوجد في إثيوبيا والصومال واليمن والسعودية. يتميز بسيقانه أو أوراقه النضرة. إنهُ شائع في التلال الجافة المنخفضة على طول السهول الساحلية. يُشكل كتل كبيرة تحمل عناقيد كثيفة قشدية أو زهور بيضاء على أطراف السيقان التي تشبه قلم الرصاص.